# モーター・ブーティー・アフェア
『モーター・ブーティー・アフェア』（Motor Booty Affair）は、アメリカ合衆国のファンク・バンド、パーラメントが1978年11月に発表した7作目のスタジオ・アルバム。

## 背景
前作『ファンケンテレキーVS.プレイスボ・シンドローム』（1977年）で初登場したキャラクター「Sir Nose D'Voidoffunk」が引き続き登場しており、本作では「泳げない」という設定が盛り込まれた。
ジャケットのイラストは、『ファンケンテレキーVS.プレイスボ・シンドローム』に付属していた8ページのコミックでPファンク人脈入りを果たしたオーヴァートン・ロイドによる。本作のオリジナルLPは、飛び出す絵本のギミックを用いた見開きジャケットとなっていた。また、ピクチャー・ディスク使用のヴァージョン(NBPIX-7125)も存在する。
本作のプロモーションの一環として、アニメーションによるテレビCMも放映された。

## 反響・評価
アメリカの総合アルバム・チャートBillboard 200では23位に達し、自身5作目の全米トップ40アルバムとなった。また、『ビルボード』のR&Bアルバム・チャートでは2位を記録した。本作からのシングル「アクア・ブギ」は、Billboard Hot 100で89位を記録し、『ビルボード』のR&Bシングル・チャートでは自身2作目となる1位獲得を果たした。
Jason Eliasはオールミュージックにおいて5点満点中4.5点を付け「パーラメントの多数の作品をちゃんと理解するには、全カタログを集めなければならないが、『モーター・ブーティー・アフェア』は単体でも聴くに値する作品で、徹頭徹尾笑える」と評している。

## 収録曲
Side 1
1. ミスター・ウィグルス - "Mr. Wiggles" (George Cilnton, Bernie Worrell, Michael Hampton) - 6:46
2. ランプオブスティールスキン - "Rumpofsteelskin" (G. Clinton, Bootsy Collins) - 5:37
3. ウォーター・サイン - "(You're a Fish & I'm a) Water Sign" (G. Clinton, Garry Shider, J.S. Theracon, Richard Griffith) - 4:42
4. アクア・ブギ - "Aqua Boogie (A Psychoalphadiscobetabioaquadoloop)" (G. Clinton, B. Worrell, B. Collins) - 6:43

Side 2
1. ファンキー・サングズ - "One of Those Funky Thangs" (G. Clinton, Ron Banks) - 3:46
2. リキッド・サンシャイン - "Liquid Sunshine" (G. Clinton, Jim Vitti, Linda Brown, Pete Bishop) - 4:25
3. モーター・ブーティー・アフェア - "The Motor-Booty Affair" (G. Clinton, G. Shider, J.S. Theracon, Ron Ford) - 5:16
4. ディープ - "Deep" (G. Clinton, B. Collins, J.S. Theracon) - 9:09

## 参加ミュージシャン
- ジョージ・クリントン、ロン・フォード、レイ・デイヴィス - ボーカル
- バーニー・ウォーレル - キーボード、シンセサイザー、ボーカル
- J・S・セラコン - キーボード、シンセサイザー、ギター、ベース、ドラムス、ボーカル
- ブーツィー・コリンズ - ギター、ベース、ドラムス
- ゲイリー・シャイダー - ギター、ボーカル
- マイケル・ハンプトン - ギター
- フェルプス・コリンズ - ギター
- コーデル・モースン - ベース
- ロドニー・カーティス - ベース
- ゲイリー・クーパー - ドラムス、ボーカル
- タイロン・ランプキン - ドラムス
- ラリー・フラタンジェロ - パーカッション
- フレッド・ウェズリー - ホーン、ホーン・アレンジ
- リチャード・グリフィス - ホーン、ホーン・アレンジ(on #3)、バッキング・ボーカル
- メイシオ・パーカー、リック・ガードナー、グレッグ・ブラック、グレッグ・トーマス、ベニー・コーワン - ホーン
- デビー・ライト、ジャネット・ワシントン、マリア・フランクリン、シャーリー・ヘイデン、シェリル・ジェイムズ、リン・メイブリー、ドーン・シルヴァ、リンダ・ブラウン、レイモンド・スプルエル、マイク・ペイン、ジョーイ・ザラボク、ロバート・ジョンソン、ラリー・ヘクストール、オーヴァートン・ロイド（英語版） - バッキング・ボーカル